# Sarcinodes subfulvida
Sarcinodes subfulvida là một loài bướm đêm trong họ Geometridae.